# (24412) Ericpalmer
(24412) Ericpalmer est un astéroïde de la ceinture principale.

## Description
(24412) Ericpalmer est un astéroïde de la ceinture principale. Il fut découvert le 7 janvier 2000 à la station Anderson Mesa par le programme LONEOS. Il présente une orbite caractérisée par un demi-grand axe de 3,15 UA, une excentricité de 0,05 et une inclinaison de 17,0° par rapport à l'écliptique.

## Compléments